# Barakulia Khal
Barakulia Khal és un riu de l'Índia, al districte de North 24 Parganas a Bengala Occidental. Forma part de l'anomenat Passatge dels Sandarbans Exteriors, una de les principals rutes fluvials per petites embarcacions, que fan comerç entre Calcuta i zones a l'est. Un canal artificial anomenat Sahib Khali, connecta el riu amb el Kalindi.